# Paris, je t'aime
Paris, je t’aime (”Paris, jag älskar dig”) är en episodfilm från år 2006 bestående av 18 olika kortfilmer av 22 olika regissörer. De 18 olika kortfilmerna utspelar sig i den franska huvudstaden Paris arrondissement. Filmen är producerad av Emmanuel Benbihy och Claudie Ossard. Regissörerna och skådespelarna är av olika nationalitet och kortfilmerna har olika handlingar och teman. Filmer med samma uppbyggnad men i andra storstäder, som New York, I Love You finns.

## Kortfilmerna
- Montmartre i regi av Bruno Podalydès. I rollerna Bruno Podalydès och Florence Muller. En man i sin bil pratar med sig själv, en kvinna svimmar och han hjälper henne.
- Quais de Seine i regi av Gurinder Chadha. I rollerna Cyril Descours och Leïla Bekhti. En ung icke-muslim och en ung muslim blir kära i varandra.
- Le Marais i regi av Gus Van Sant. I rollerna Gaspard Ulliel, Elias McConnel och Marianne Faithfull. En man och en kvinna kommer in i en butik. Mannen börjar tala franska med en annan man i butiken. Han har dock svårt att förstå franska.
- Tuileries i regi av Joel Coen och Ethan Coen. I rollerna Steve Buscemi. En man på en tunnelbanestation blir inblandad i ett bråk mellan ett kärlekspar.
- Loin du 16ème i regi av Walter Salles och Daniela Thomas. I rollerna Catalina Sandino Moreno. En kvinna från förorten sjunger en sång för sin bebis innan hon åker till jobbet i centrums finare kvarter och sjunger samma sång för sin arbetsgivares bebis.
- Porte de Choisy i regi av Christopher Doyle. I rollerna Barbet Schroeder och Li Xin.
- Bastille i regi av Isabel Coixet. I rollerna Leonor Watling, Sergio Castellitto och Miranda Richardson. En man bestämmer sig för att sluta träffa sin älskarinna när hans fru blir sjuk.
- Place des Victoires i regi av Nobuhiro Suwa. I rollerna Juliette Binoche och Willem Dafoe. En kvinna, hennes döda son och en cowboy.
- Tour Eiffel i regi av Sylvain Chomet. I rollerna Paul Putner och Yolande Moreau. En pojke berättar om hur hans far och mor träffas, båda är mimare.
- Parc Monceau i regi av Alfonso Cuarón. I rollerna Nick Nolte och Ludivine Sagnier. En man och en kvinna möts trots att en tredje person inte vill.
- Quartier des Enfants Rouges i regi av Olivier Assayas. I rollerna Maggie Gyllenhaal och Lionel Dray. En amerikansk skådespelare blir kär i sin franska knarklangare.
- Place des fêtes i regi av Oliver Schmitz. I rollerna Seydou Boro och Aïssa Maïga. En knivstucken man möter åter igen en kvinna han sedan länge varit kär i.
- Pigalle i regi av Richard LaGravenese. I rollerna Bob Hoskins och Fanny Ardant. Ett par försöker att åter tända den sexuella gnistan mellan sig.
- Quartier de la Madelaine i regi av Vincenzo Natali. I rollerna Elijah Wood och Olga Kurylenko. En ung man som reser till Paris blir kär i en vampyr.
- Père-Lachaise i regi av Wes Craven. I rollerna Emily Mortimer, Rufus Sewell och Alexander Payne. Ett par finner åter kärleken med hjälp av Oscar Wilde.
- Faubourg Saint-Denis i regi av Tom Tykwer. I rollerna Natalie Portman och Melchior Beslon. En blind man och en skådespelare och deras kärlek.
- Quartier Latin i regi av Gena Rowlands. I rollerna Gerard Depardieu, Ben Gazzara och Gena Rowlands. Ett gift par möts en sista gång på en bar före deras skilsmässa.
- 14ème arrondissement i regi av Alexander Payne. I rollerna Margo Martindale. En medelålders kvinna som uppfyllt sin dröm om att bo i Paris berättar om sitt liv under en språkkurs i franska.